# Dio (nuovi movimenti religiosi)

## Wicca
Nella religione Wicca il divino viene concepito come immanente. In particolare il Dio è la controparte maschile della Dea. Da notare come in questa religione entrambe le entità siano chiamate con la "D" maiuscola e rappresentino le due metà dell'energia primordiale. Essi simboleggiano infatti due principi cosmici contrapposti, ma complementari, dalla cui unione dipende il continuo e ciclico divenire del mondo. Il Dio è infatti la forza maschile e incarna tutti gli uomini, la loro fertilità e amore. Egli è nelle foreste, nei suoi alberi secolari, nell'intricata vegetazione e negli animali selvaggi. In particolare gli animali con le corna, come il cervo e il toro, sono legati al Dio. Il Dio è simbolo di morte e di rinascita, e la sua vicenda mitica segue la Ruota dell'Anno: nasce a Yule, si manifesta ad Imbolc, si accoppia con la Dea a Beltane, muore a Lammas, la Dea lo visita nell'aldilà a Samhain ed a Yule è pronto a nascere di nuovo. La Dea è invece la forza femminile, da cui deriva l'universo ed è quindi anche simbolo di maternità: Essa incarna tutte le donne, la loro fertilità e amore. La Dea ha tre aspetti che corrispondono alle tre fasi della vita: Fanciulla, Madre e Anziana.